# Medskog
Medskog är en bebyggelse i Grums socken i Grums kommun, Värmlands län. SCB avgränsade en småort här från 2015 till 2023, för att 2023 klassa bebyggelsen som en del av tätorten Vålberg.